# La Plana (Alcover)
|  | Per a altres significats, vegeu «estació de la Plana - Picamoixons». |

La Plana és una entitat de població del municipi d'Alcover, a la comarca de l'Alt Camp. El llogaret és a l'extrem nord-est del terme municipal, entre la carretera C-14 i el riu Francolí, i molt a prop de Picamoixons, amb qui comparteix el nom de l'estació de ferrocarril d'Adif, de la que en dista poc més d'un quilòmetre.
Fins al segle xix va formar un municipi propi amb Samuntà.
Al llogaret hi destaquen els edificis de la Capella de la Mare de Déu dels Dolors de la Plana, la fàbrica de teixits o Molí de la Plana, Cal Serra, Cal Groc i l'arc ogival adossat a aquesta última casa, conegut com l'arc de la Plana.